# 线丛
数学中，线丛（line bundle）表达了空间中在点之间变化的直线的概念。例如，平面中的曲线在每一点都有一条切线，这就确定了一条变化的直线：切丛是组织它们的一种方式。代数拓扑和微分拓扑中，线丛更正式的定义是秩为1的向量丛。
为空间中的每一点连续地选择一个1维向量空间，便确定了线丛。在拓扑学的应用中，这个向量空间通常是实或复的，而由于实向量空间与复向量空间的拓扑性质不同，两种选择将表现出根本上不同的行为：剔去实数线上的原点，就得到可逆1阶实方阵的集合。将正负实数分别收缩为一点，便可见它同伦等价于离散两点空间；而剔去复平面上的原点，就得到可逆1阶复矩阵的集合，与圆同伦等价。
因此从同伦论的角度看，实线丛的行为与具有两点纤维（two-point fiber）的纤维丛（即双覆盖）基本相同。微分流形的有向双覆盖是特例，对应的线丛是切丛的行列式丛（下详）。莫比乌斯带对应圆的双覆盖（θ → 2θ映射），改变纤维也可将其视作具有两点纤维、作为纤维的单位区间或实数线。
复线丛与圆丛密切相关。有些著名的复线丛，如球面到球面的霍普夫纤维化。
代数几何中，可逆层（即秩为1的局部自由层）常称作线丛。
线丛由满足以下条件的除子产生：
(I) X是既约不可约概形，则每个线丛都来自一个除子
(II) X是射影概形，则同样成立

## 射影空间上的重言线丛
代数几何中最重要的线丛之一是射影空间上的重言线丛。域k上向量空间V的射影化{\displaystyle {\boldsymbol {P}}(V)}定义为对乘法群{\displaystyle k^{\times }}作用的商{\displaystyle V\setminus \{0\}}，因此{\displaystyle {\boldsymbol {P}}(V)}的每一点都对应一份{\displaystyle k^{\times }}，可以构成{\displaystyle {\boldsymbol {P}}(V)}上的{\displaystyle k^{\times }}-丛。{\displaystyle k^{\times }}与k只差一个点，将该点与每条纤维邻接（adjoin），就得到了{\displaystyle {\boldsymbol {P}}(V)}上的线丛，称作重言线丛（tautological line bundle），有时记作{\displaystyle {\mathcal {O}}(-1)}，因为它对应于塞雷扭转层{\displaystyle {\mathcal {O}}(1)}的对偶。

### 映射到射影空间
设X是空间，L是X上的线丛。L的全局截面是函数{\displaystyle s:\ X\to L}，使得若{\displaystyle p:\ L\to X}是自然射影，则{\displaystyle ps={\rm {id}}_{X}}。在X中L为平凡的小邻域U内，线丛的总空间是U与底域k的积，截面s限制到函数{\displaystyle U\to k}。而s的值取决于平凡化的选择，因此它们只取决于无处为0函数的乘法。
全局截面以如下方式确定到射影空间的映射：在L的某纤维中择{\displaystyle r+1}个不全为0的点，就能选择出{\displaystyle {\boldsymbol {P}}^{r}}上重言线丛的纤维，因此选择L的{\displaystyle r+1}个不同时为0的全局截面，就确定了X到射影空间{\displaystyle {\boldsymbol {P}}^{r}}的映射。这个映射将L的纤维发送到重言丛的对偶的纤维。更具体地说，假设L的全局截面是{\displaystyle s_{0},\ \dots ,\ s_{r}}，则在X的小邻域U内，这些截面确定了U上的k值函数，具体取值取决于平凡化的选择。不过，它们取决于同非零函数的同时乘法，因此其比是良定义的。也就是说，点x上的值{\displaystyle s_{0}(x),\ \dots ,\ s_{r}(x)}不是良定义的，因为平凡化的改变会使它们各自乘一个非零常数λ；而只要截面{\displaystyle s_{0},\ \dots ,\ s_{r}}不在x同时取0，就会使它们乘以同一个常数，于是齐次坐标>math>s_0(x):\ \dots\ :s_r(x)]</math>良定义。因此，若截面不同时为0，则它们确定的形式{\displaystyle [s_{0}:\ \dots \ :s_{r}]}就给出X到{\displaystyle {\boldsymbol {P}}^{r}}的映射，映射下重言丛的对偶的拉回是L。这样，射影空间就获得了一个泛性质。
确定到射影空间的映射，通用方法是映射到L所有截面的向量空间的射影化。拓扑情形中，每点都有不为0的截面，可用在小邻域之外为0的冲击函数（bump function）构造，这样得到的映射是处处定义的。然而到达域通常太大，没什么用。代数和全纯集情形则恰好相反：全局截面的空间通常是有限维的，但点上可能不存在任何非零全局截面（如此例中构造了一个莱夫谢茨铅笔）。事实上，丛有可能完全没有非零全局截面，如重言线丛。线丛足够丰沛时，这构造就验证了小平嵌入定理。

## 行列式丛
一般来说，若V是空间X上的向量丛、纤维维数恒为n，则V的n次纤维-纤维外幂是线丛，称作行列式线丛（determinant line bundle）。这种构造尤其适用于光滑流形的余切丛，得到的行列式丛是张量密度现象的根源，因为对有向流形，其有非零的全局截面，且张量幂的任意实指数都可定义，并通过张量积“扭曲”任意向量丛。
同样的构造（取顶级外幂）适用于诺特域上的有限生成射影模M，由此得到的可逆模称作M的行列式模。

## 示性类、万有丛与分类空间
第一施蒂费尔–惠特尼类分类了光滑实线丛。特别地，实线丛的（等价类的）集合对应于第一上同调的系数为{\displaystyle \mathbb {Z} /2\mathbb {Z} }的元素。这种对应关系实际上是阿贝尔群同构（群运算是线丛的张量积与上同调上的普通加法）。类似，第一陈类分类了空间上的光滑复线丛，线丛群同构于系数为整数的第二上同调类。然而，丛可以有等价的光滑结构（于是有相同的第一陈类），而具有不同的全纯结构。利用流形上层的指数序列，可以很容易地证明陈类的陈述。
可以从同伦论角度更普遍地看待分类问题。实线丛和复线丛都有万有丛（universal bundle），根据分类空间的一般理论，启发式方法是寻找可收缩空间，其上各自的群{\displaystyle C_{2}}、{\displaystyle S^{1}}的群作用是自由作用。这些空间可作为万有主丛，作用的商则可作为分类空间BG。这些情形下，可在实、复射影空间的无限维类似空间中明确地找到这些空间。
因此，分类空间{\displaystyle BC_{2}}属于{\displaystyle {\boldsymbol {RP}}^{\infty }}的同伦类，{\displaystyle {\boldsymbol {RP}}^{\infty }}是由齐次坐标的无限序列给出的实射影空间，携带着万有实线丛；从同伦论角度看，这意味着CW复形X上的任何实线丛L都确定了X到{\displaystyle {\boldsymbol {RP}}^{\infty }}的分类映射，使L同构于万有丛的拉回。这一分类映射可用于从{\displaystyle {\boldsymbol {RP}}^{\infty }}上的标准类定义X的系数属于{\displaystyle \mathbb {Z} /2\mathbb {Z} }的第一上同调中L的施蒂费尔–惠特尼类。
类似地，复射影空间{\displaystyle {\boldsymbol {CP}}^{\infty }}携带有万有复线丛。这时，分类映射会在{\displaystyle H^{2}(X)}（积分上同调）中产生X的第一陈类。
还有一种与四元数线丛（实维度4）类似的理论，产生了实4维上同调中的庞特里亚金类中的一个。
这样，示性类理论的基本情形就只取决于线丛了。据一般的分裂原则，这可以确定理论的其余部分（即便不显式）。
复流形上的全纯线丛理论和代数几何中的可逆层理论中都有线丛出现。